# Врлина
Врлина (грч. ἀρετή, лат. virtus) јест морална изврсност личности. То је способност умног деловања у складу са највишим људским и божанским нормама. Појам супротан врлини је порок.
Четири класичне кардиналне врлине класичних Грко-Римљана су умереност, разборитост, храброст (или чврстина) и правда. Хришћанство изводи три теолошке врлине вере, наде и љубави (милосрђа) из 1. Коринћанима 13. Оне заједно чине седам врлина. Четири брахмавихаре будизма („божанска стања“) могу се сматрати врлинама у европском смислу.

## Древни Египат
Маат (или Ма'ат) је био древни египатски концепт истине, равнотеже, реда, закона, морала и правде. Маат је такође била персонификована као богиња која регулише звезде, годишња доба и поступке смртника и божанстава. Божанства постављају поредак универзума из хаоса у тренутку стварања. Њен (идеолошки) пандан је био Исфет, који је симболизовао хаос, лаж и неправду.

## Грчко-римске врлине
Према античком схватању, људска врлина је пре свега снага духа, способност ваљаног деловања. Стари Грци су темељним сматрали следеће четири врлине: разборитост (лакоћа увиђања шта треба чинити у разним ситуацијама живота), праведност (трајно расположење за дати свакоме што му припада), умереност (лакоћа управљања тежњама и њихово држање у границама разума), и храброст (лакоћа савладавања потешкоћа у вршењу добра и подношење кушњи живота).

### Платонска врлина
Четири класичне кардиналне врлине су:
- Разборитост (φρόνησις, лат. prudentia; такође мудрост, Софија, sapientia), способност да се разазна одговарајући ток акције који треба предузети у датој ситуацији у одговарајућем тренутку.
- Чврстоћа (ἀνδρεία, лат. fortitudo)): такође се назива храброшћу, стрпљивошћу, снагом, издржљивошћу и способношћу суочавања са страхом, неизвесношћу и застрашивањем.
- Умереност (σωφροσύνη, лат. temperantia): позната и као уздржаност, пракса самоконтроле, уздржавања, дискреције и умерености која ублажава пожуду. Платон је сматрао да је Sōphrosynē, што се такође може превести као здрав разум, најважнија врлина.
- Правда (δικαιοσύνη, лат. iustitia): такође се сматра праведношћу;[9] грчка реч такође има значење праведност.

Ово набрајање води порекло од грчке филозофије и Платон га је навео поред побожности:  ὁσιότης (hosiotēs), са изузетком да је мудрост заменила разборитост као врлину. Неки научници сматрају било коју од горње четири комбинације врлина међусобно сводивим и стога нису кардиналне.

### Аристотеловска врлина
У свом делу Никомахова етика, Аристотел је дефинисао врлину као тачку између недостатка и вишка особине. Тачка највеће врлине не лежи у тачној средини, већ на златној средини, понекад ближе једној крајности од друге. Међутим, врлина акција није само „средња вредност” (математички речено) између две супротне крајности. Као што Аристотел каже у Никомаховој етици: „у право време, о правим стварима, према правим људима, за прави крај, и на прави начин, то је средње и најбоље стање, и то је својствено врлини“. Ово није једноставно прављење разлике између две крајности. На пример, великодушност је врлина између две крајности шкртости и расипништва. Даљи примери укључују: храброст између кукавичлука и безумља, и самопоуздање између самопонижавања и сујете. У Аристотеловом смислу, врлина је изврсност у људском животу.

### Епикурејска врлина
Епикурејска етика позива на рационалну потрагу за задовољством уз помоћ врлина. Епикурејци уче да емоције, склоности и навике у вези са врлином (и пороком) имају когнитивну компоненту и засноване су на истинитим (или лажним) веровањима. Уверавајући се да су његова уверења усклађена са природом и ослобађајући се празних мишљења, Епикурејац развија врли карактер у складу са природом, а то му помаже да живи пријатно.

## Религиозне традиције

### Хришћанске врлине
У хришћанству, врлина је поштовање божјих закона. Хришћанска традиција обухвата четири „природне” врлине: 
- смерност,
- уздржљивост,
- морална чистота и
- праведност.

Њима је Свети Павле додао теолошке врлине: веру, љубав и наду. По хришћанском учењу, врлине нису урођене људима, већ их је Бог дао кроз Христа да би их верници примењивали.

### Будистичке врлине
| „                 | Постепено, мало по мало, повремено, као што ковач прочишћава сребро, тако и мудрац треба одстранити мане из самога себе. | ” |
| — Сидарта Гаутама | |   |

Будисти сматрају да истинска врлина долази из увида четири племените истине и делања у складу са њима, што се назива племенитим осмоструким путем. Слеђење тог пута подразумева: 
- исправне назоре
- исправне намере
- исправан говор
- исправно делање
- исправан живот
- исправан напор
- исправну пажњу
- исправну сабраност

Будистички учитељ Аџан Ча је врлину сматрао основом хармоничног света у којем људи могу живети као истинска људска бића, а не као животиње, и говорио је да се о својој врлини треба старати као што се вртлар стара о својим биљкама.

## Списак врлина
Ово су неке од особина које се вреднују као врлине у многим културама:
| - Алтруизам - Вера - Верност - Дисциплина - Духовитост - Духовност - Емпатија - Ентузијазам - Гостопримство - Захвалност - Здравље - Интегритет - Интуиција - Искреност - Истинитост | - Креативност - Љубав - Машта - Милосрђе - Мир - Мисаоност - Мудрост - Нада - Невиност - Независност - Ненасиље - Несебичност - Оданост - Одговорност - Оптимизам - Осећајност | - Пажња - Памћење - Поверење - Покретност - Послушност - Поштовање - Праведност - Праштање - Пријатељство - Радозналост - Разборитост - Разумевање - Савест - Самоостварење - Самопоуздање | - Самосвест - Саосећање - Сарадња - Симпатија - Скромност - Смерност - Срећа - Стрпљење - Трпељивост - Уздржљивост - Умереност - Храброст - Част - Чистота - Човекољубље |